# Austin Collie
Austin Kirk Collie (* 11. November 1985 in Hamilton, Ontario, Kanada) ist ein ehemaliger American-Football-Spieler auf der Position des Wide Receivers. Er spielte für die Indianapolis Colts und die New England Patriots in der National Football League (NFL) und stand zuletzt bei den BC Lions in der Canadian Football League (CFL) unter Vertrag.

## College
Collie begann das College im Jahr 2004 an der Brigham Young University (BYU) und wurde im gleichen Jahr auch MWC Freshman of the Year. 2007 wurde er zum Most Valuable Player (MVP) des Las Vegas Bowls gewählt.

## NFL
Collie wurde im Jahr 2009 in der 4. Runde der NFL Draft von den Indianapolis Colts ausgewählt. Aufgrund der Verletzung von Anthony Gonzalez rückte er als 3. Wide Receiver ins Team auf. Nach der Saison 2012 wechselte Collie zu den San Francisco 49ers, schaffte es dort jedoch nicht in den Kader für die Regular Season und unterschrieb in der Saison 2013 einen Vertrag bei den New England Patriots. Nach der Saison wurde er entlassen.

## CFL
2015 unterschrieb er in der Canadian Football League bei den BC Lions. Nach der Saison gab bekannt, vom professionellen Football zurückzutreten und sich in der Forschung um Gehirnerschütterungen zu engagieren.